# Danh sách đĩa nhạc của Hoàng Thùy Linh
Danh sách đĩa nhạc của nữ ca sĩ nhạc pop người Việt Nam Hoàng Thùy Linh gồm 4 album phòng thu, 3 đĩa mở rộng và 27 đĩa đơn.

## Album

### Album phòng thu
| Tựa đề                     | Chi tiết |
| -------------------------- | --- |
| Hoàng Thùy Linh            | - Phát hành: 01 tháng 04 năm 2010 - Hãng đĩa: The Leader, SME - Định dạng: Streaming, CD, tải nhạc                                   |
| Đừng vội vàng (Don't Rush) | - Phát hành: 12 tháng 01 năm 2011 - Hãng đĩa: The Leader, SME - Định dạng: Streaming, CD, tải nhạc                                   |
| Hoàng                      | - Phát hành: 20 tháng 10 năm 2019 - Hãng đĩa: The Leader, Hãng Đĩa Thời Đại, SME - Định dạng: Streaming, USB, CD, đĩa than, tải nhạc |
| Link                       | - Phát hành: 11 tháng 08 năm 2022 - Hãng đĩa: The Leader, SME - Định dạng: Streaming, CD, tải nhạc                                   |

### Album tuyển tập
| Tựa đề          | Chi tiết                                                                           |
| --------------- | ---------------------------------------------------------------------------------- |
| Greatest Hits   | - Phát hành: 2016 - Hãng đĩa: The Leader - Định dạng: CD                           |
| The Ballad Hits | - Phát hành: 21 tháng 3 năm 2017 - Hãng đĩa: The Leader - Định dạng: Streaming, CD |

## Đĩa mở rộng
| Tựa đề               | Chi tiết                                                                       |
| -------------------- | ------------------------------------------------------------------------------ |
| Mini Album 2012      | - Phát hành: 11 tháng 7 năm 2012 - Hãng đĩa: The Leader - Định dạng: Streaming |
| Hoàng Thùy Linh 2013 | - Phát hành: 15 tháng 5 năm 2013 - Hãng đĩa: The Leader - Định dạng: Streaming |
| S.I.X                | - Phát hành: 15 tháng 6 năm 2016 - Hãng đĩa: The Leader - Định dạng: Streaming |

## Đĩa đơn

### Với vai trò là nghệ sĩ chính
| Tựa đề                                                         | Năm  | Album                      |
| -------------------------------------------------------------- | ---- | -------------------------- |
| "Nhịp đập giấc mơ (Beat of Dreams)"                            | 2010 | Hoàng Thùy Linh            |
| "Rung động (Fall in Love)"                                     | 2010 | Hoàng Thùy Linh            |
| "Cho nhau lối đi riêng (Fallin' Apart)" (hợp tác với Đông Nhi) | 2010 | Hoàng Thùy Linh            |
| "Đừng vội vàng (Don't Rush)"                                   | 2011 | Đừng vội vàng (Don't Rush) |
| "Ngày không anh (A Day Without You)"                           | 2011 | Đừng vội vàng (Don't Rush) |
| "Em sẽ là giấc mơ (You're My Dream)"                           | 2011 | Đừng vội vàng (Don't Rush) |
| "Rơi (Fallin')"                                                | 2012 | Mini Album 2012            |
| "Chạy trốn (I Wanna Run)"                                      | 2013 | Đừng vội vàng (Don't Rush) |
| "Last Time"                                                    | 2013 | Hoàng Thùy Linh 2013       |
| "Crazy"                                                        | 2013 | Hoàng Thùy Linh 2013       |
| "High"                                                         | 2013 | Hoàng Thùy Linh 2013       |
| "Hờn dỗi (Sulk)"                                               | 2014 | —                          |
| "Just You" (hợp tác với Wowy và I.A.MY)                        | 2015 | —                          |
| "Thì thầm mùa xuân"                                            | 2016 | —                          |
| "I'm Gonna Break"                                              | 2016 | S.I.X                      |
| "Bánh trôi nước (Women)"                                       | 2016 | S.I.X                      |
| "Break the Rules"                                              | 2016 | —                          |
| "Fall in Love"                                                 | 2018 | —                          |
| "Để Mị nói cho mà nghe"                                        | 2019 | Hoàng                      |
| "Tứ phủ"                                                       | 2019 | Hoàng                      |
| "Duyên âm"                                                     | 2019 | Hoàng                      |
| "Kẻ cắp gặp bà già"                                            | 2020 | Hoàng                      |
| "Em đây chẳng phải Thúy Kiều"                                  | 2021 | Hoàng                      |
| "Gieo quẻ" (feat. Đen)                                         | 2022 | Link                       |
| "See Tình"                                                     | 2022 | Link                       |
| "Đánh đố" (kết hợp cùng Thanh Lam và Tùng Dương)               | 2022 | Link                       |
| Miền đất hứa (feat. Đen)                                       | 2023 | —                          |

### Với vai trò là nghệ sĩ hỗ trợ
| Tựa đề                                                 | Năm  | Album |
| ------------------------------------------------------ | ---- | ----- |
| Trái Đất ôm Mặt Trời (kết hợp cùng Kai Đinh và Grey D) | 2023 | —     |

## Đĩa đơn quảng bá
| Tựa đề                                           | Năm  | Album |
| ------------------------------------------------ | ---- | ----- |
| "Khi tình yêu đủ lớn" (hợp tác với DTAP và Rtee) | 2020 | —     |